# نيت بلاند
نيت بلاند (بالإنجليزية: Nate Bland)‏ هو لاعب كرة قاعدة أمريكي، ولد في 27 ديسمبر 1974 في برمنغهام في الولايات المتحدة.

## وصلات خارجية
- نيت بلاند على موقعبيزبول رفرنس.كوم (الدوري الرئيسي) (الإنجليزية)
- نيت بلاند على موقعبيزبول رفرنس.كوم (الدوري الثانوي) (الإنجليزية)